# Veere (mesto)

Veere () (zelandščina: (Ter) Veere) je zgodovinsko mesto na nekdanjem otoku Walcheren v nizozemski provinci Zelandiji. Nahaja se severovzhodno od Middelburga na kanalu skozi Walcheren in na Veerse Meer . 1 januarja 2023 je mesto Veere imelo 1.640 prebivalcev. Veere je del istoimenske občine Veere.

## Zgodovina
Veere se je začel kot pristanišče v 13. stoletju kot zaselek Kampvere ali Ter Veere, ki se nahaja v župniji in okrožju (ambachtu) Zandijku. To je razvidno iz listine iz leta 1282, v kateri sta Volfert Borselenski, gospod ambachta iz Zandijka, in njegova žena Sibille namenila nekaj svojih posesti ženi grofa Florisa V., grofici Beatris. Ta sredstva so vključevala grad Zandenburg, vodni mlin, mlinsko vodo, pristanišče s pravico do pristaniških pristojbin, pristaniški nasip in vse parcele do 50 palic od pristaniškega nasipa.
Leta 1318 so bili italijanski bankirji Langobardi že v Veereju, kar kaže na to, da je trgovina že potekala.
Veere se je ločil od zandijškega okrožja (ambachta) pred letom 1339. Leta 1346 je Veere opisan kot "die veste ter Vere" torej trdnjava Veere, a tudi kot vas. Kasneje, v 15. stoletju, se je Veere imenovalo mesto s pripadajočimi mestnimi pravicami.
Leta 1509 je mesto prizadelo neurje.
V šestnajstem stoletju (do leta 1560) je bil Veere sedež nizozemske admiralitete. Burgundski gospodje Veere so opravljali funkcijo admirala.
Zaradi ugleda plemiške družine Borselenskih se je Volfert VI. Borselenski leta 1444 poročil s hčerko škotskega kralja Marijo Stuart, hčerko Jakoba I. Škotskega. Ker je leta 1541 postal skladišče škotske volne na Nizozemskem, je kraj cvetel in nastala je velika škotska kolonija. Leta 1600 je bilo 300 od 3000 prebivalcev Škotov, ki so imeli svojega notarja, starešino, policista in sodnika v svojem "lord conservatorju", upravitelju, ki ga je imenoval škotski kralj. Škoti so bili v posebnem privilegiju oproščeni tudi trošarin na pivo in vino in so lahko od leta 1613 do 1795 poceni pili v lastni gostilni na Wijngaardstraat. Obstajala je tudi škotska, prezbiterijanska cerkev, v kateri so sledili obredu škotske državne cerkve in je bilo pridiganje v angleščini. Trgovali so s škotsko volno. Ladje so na Škotsko vozile strešnike, blago, vrtnarske izdelke in orožje.
Leta 1572 se je Veere skupaj z večino drugih mest Walcherena pridružil uporu proti Alvini oblasti. 7. maja 1572 je bilo več kot 1000 španskih vojakov izkrcanih na obali pri Breezandu v Vrouwenpolderju. Napredovali so proti Veereju in ogrožali mesto. Samo teden dni kasneje so siloviti protinapadi po kopnem in morju prisilili Špance k umiku in obleganje Veereja se je končalo. Druga invazija je sledila v Fort Den Haaku 14. avgusta 1573.  Več kot dva tisoč vojakov je uspelo doseči in zasesti Middelburg, vendar je bilo to kratkotrajno. Po padcu Middelburga leta 1574 je celoten otok padel v roke Oranskih. Mesto je imelo pomemben položaj v republiki.
30. julija 1809 so Angleži začeli odpravo Walcheren. Velika vojska se je izkrcala pri Breezandu in napadla je tudi Veere . Prvi kopenski napad je bil odbit z ognjem z obzidja garnizona Veere pod poveljstvom polkovnika Bogaerta. Naslednje jutro so britanski topniški čolni v Veerse Gatu prav tako odprli ogenj na mesto. Mesto je bilo ogroženo z vseh strani in Bogaert se je pogajal z Angleži. To je privedlo do njegove predaje s štirimi četami pehote in topniško četo, skupaj petsto mož. Garnizija je bila ujetnica in deportirana v Anglijo. Angleži so mesto prevzeli, a so se decembra 1809 umaknili.
Po tem napadu je Napoleon Bonaparte, ukazal okrepitev obrambo mesta. Pred obstoječimi bastijoni in jarkom okoli mesta je bila zgrajena druga linija bastij in obzidij, prav tako z mokrim jarkom. V času Batavske republike je Veere namesto trgovskega mesta spet postalo (revno) ribiško pristanišče.
Novembra 1861 je bil garnizon Veere razpuščen. Manj kot šest mesecev kasneje je bil narejen načrt za izkop obzidja. Veere je ponudil 736,44 guldnov za obzidje v njihovem obstoječem stanju, država se je strinjala in prenos se je zgodil 25. decembra 1870. Približno v istem času so izkopali kanal skozi Walcheren. Na prošnjo Veereja je bil kanal speljan neposredno ob Veereju in utrdbe na južni strani mesta so morale narediti prostor za to.
Konec 19. stoletja je bila ustanovljena zasebna reševalna služba, ki pa je bila zaradi pomanjkanja nasedlih ladij in brodolomov v začetku 20. stoletja ukinjena. Po drugi svetovni vojni je Veere dobil še en reševalni čoln, Maria Carolina Blankenheym, privezan v pristanišču nasproti Campveerse Toren. Po zaprtju Veerse Gata leta 1960 je bila postaja v Veereju zaprta. 
Leta 1917 je bila ob kanalu ustanovljena pomorska zračna postaja Veere. Od leta 1917 do 1945 je bila uporabljana kot vodno letališče. Tam so bili hangarji in rampa. Diagonalno nasproti pristanišča je bilo zgrajeno skladišče min, kjer so poleg morskih min skladiščili tudi strelivo in torpeda za vodnaletala. Po kapitulaciji Nizozemske so Nemci to lokacijo uporabili kot Marinestützpunkt, vendar tam niso namestili nobenega letala.
11. oktobra 1944 so zavezniški bombniki na več mestih uničili nasip med Veerejem in Vrouwenpolderjem. Morska voda je tekla v Walcheren, da bi pregnala Nemce iz Walcherena. Luknja v nasipu je bila sprva široka 650 metrov, junija 1945 pa so jo z dotekajočo in odtekajočo vodo razširili na 975 metrov.  Vrzel v nasipu je bila zaprta oktobra 1945. Nedaleč severozahodno od mesta so še vedno stari rečni kanali, ki so nastali v tistem času. Leta 1990 je bil odkrit spomenik v imenu fundacije Monumenten Walcheren 40-45.
Zaprtje Veerse Gata z jezom leta 1961 je pomenilo konec ribolova na kozice. V pristanišču Veere je bilo pred tem privezanih veliko ribiških čolnov, tam je bila tudi ribja tržnica .  Zgrajeno je bilo novo pristanišče na Colijnsplaatu, kamor se je preselila ribiška industrija. Rekreacijski ladijski promet je postal glavni uporabnik pristanišča.
Od leta 1811 sta mesto in kraj Zanddijk tvorila občino. Med občinsko reorganizacijo 1. julija 1966 sta bili dodani takratni občini Serooskerke in Vrouwenpolder. 1. januarja 1997 je bila z združitvijo občin Domburg, Mariekerke, Valkenisse in Westkapelle ustanovljena sedanja občina Veere.

## Znamenitosti
Bogata zgodovina Veereja, enega od sedemnajstih zaščitenih mest in vasi v Zelandiji (glej Nacionalno zaščiten pogled na Veere), je razvidna tudi iz številnih spomenikov v tem majhnem mestu:
- Velika cerkev je iz leta 1348; Od leta 1811 so cerkev uporabljali kot vojaško bolnišnico Napoleonovi vojaki; Cerkev je bila nekaj časa beraška hiša in baraka. Na stavbi so še vidne sledi burne preteklosti.
- Cisterna, vodnjak iz leta 1551.
- Mestna hiša Veere iz 15. stoletja s čudovito fasado; stolp z zvončki je iz konca 16. stoletja. Carillon je bil izbran za enega najlepših na Nizozemskem. Svetniška dvorana je v prvem nadstropju. Tukaj visi med drugim družinsko drevo hiše Oranskih-Nassauskih, ki ga je leta 1936 naslikal Jonkheer A. W. den Beer Poortugael.
- Škotske hiše na Kaaiju, ki so jih v 16. stoletju zgradili bogati škotski trgovci. V teh dveh hišah z imeni "Het Lammeken" in "In den Struys" je od leta 1950 muzej "De Scottish Huizen" (skupaj z mestno hišo Museum Veere).
- Campveerse stolp, zgrajen kot del mestne obrambe okoli leta 1500; Od 16. stoletja je stolp služil kot gostilna in obalna luč. Je ena najstarejših obstoječih gostiln na Nizozemskem.
- Mlin, imenovan "De Koe".
- Obzidje Veere.

Poleg tega je več manjših spomenikov. Težko si je predstavljati, da je bilo Veere pomembno pristaniško mesto in da je bilo ob koncu 17. stoletja znotraj mestnega obzidja okoli 750 hiš, danes jih je komaj 300.

## Etimologija
Veere se je prvotno imenovalo Kampvere; to je bil kraj, kjer je trajekt odpeljal iz Walcherena v Severni-Beveland. Trajekt je plul do vasi Campen, ki se je potopila leta 1530, in dalje v Kamperland. Ime Campveerse stolp nas spominja na ta trajekt. Zaprtje Veerse Gata leta 1961 je povzročilo, da je trajekt postal nepotreben, vendar je pomenilo tudi konec Veereja kot pristanišča. Kasneje se je Veerse Meer razvilo v pomembno rekreacijsko območje z veliko čolnarjenjem.

## Promet in transport
Veere ima strogo politiko parkiranja. V centru so vsa parkirna mesta plačljiva oziroma samo za imetnike dovolilnic. Tik izven centra mesta sta dve veliki parkirišči, kjer je možno plačljivo parkiranje. Od 1. novembra do 31. marca je brezplačen.  Obstajata dve lokalni avtobusni liniji iz Veereja, linija 583 in linija 584, do Westkapelle oziroma Middelburga.</br>

## Zanimivosti
- Nizozemski kralj Willem-Alexander ima plemiški naziv markiz Veere in Vlissingen . Glej naslove nizozemske kraljeve družine .
- 30. aprila 1981 je bil Veere prva lokacija, kjer je kraljica Beatrix praznovala svoj prvi kraljičin rojstni dan. Ta dan je v marini odprla tudi most kraljice Beatrix.[16]